# Pfarrkirche Kaisersdorf

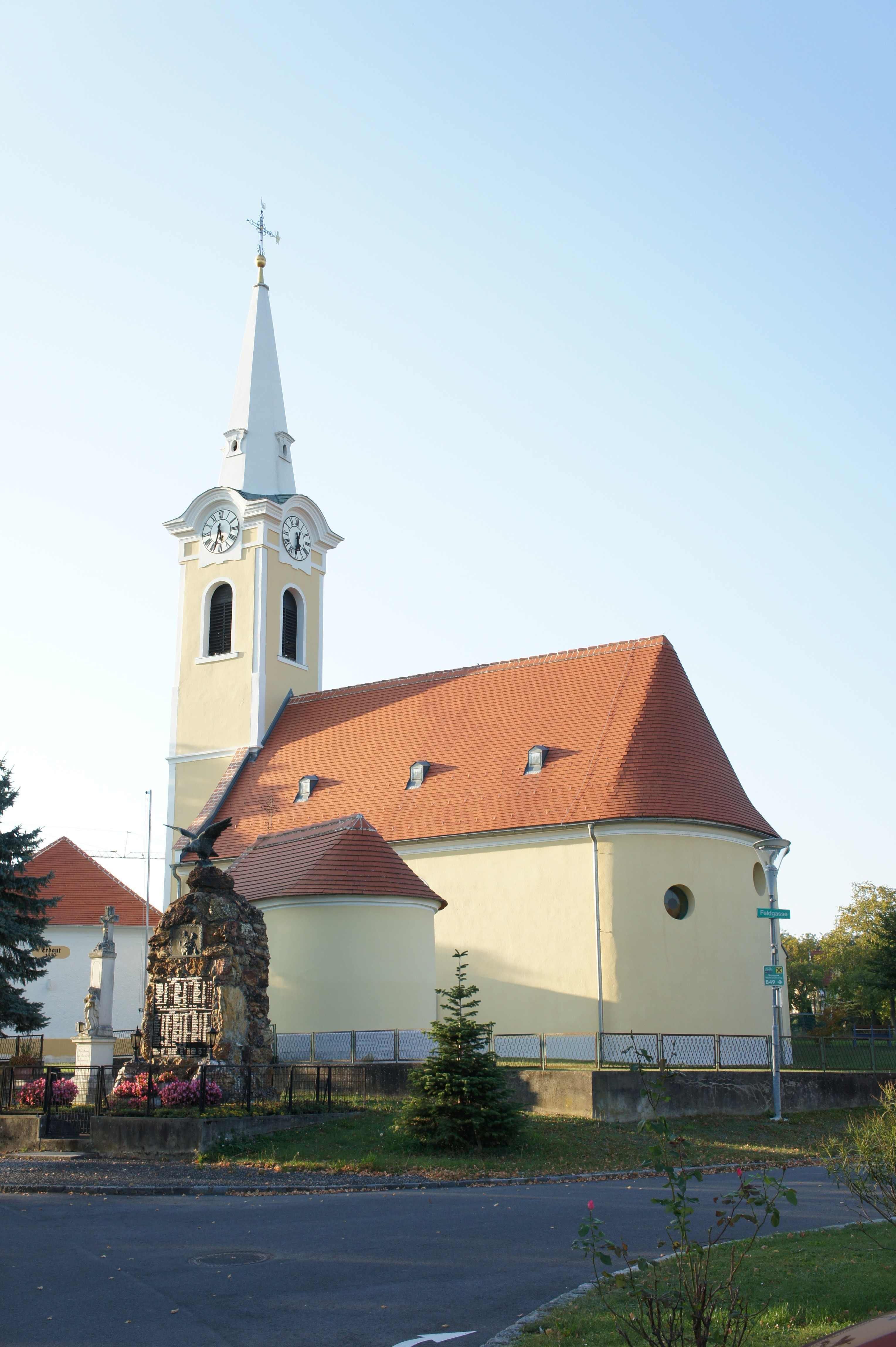
Katholische Pfarrkirche hl. Nikolaus in Kaisersdorf

Die römisch-katholische Pfarrkirche Kaisersdorf steht in der Gemeinde Kaisersdorf im Bezirk Oberpullendorf im Burgenland. Die dem Patrozinium des Heiligen Nikolaus von Myra unterstellte Pfarrkirche gehört zum Dekanat Oberpullendorf in der Diözese Eisenstadt. Die Kirche steht unter Denkmalschutz (Listeneintrag).

## Geschichte
Die Pfarre wurde vor 1579 gegründet. Die Kirche wurde 1644 unter Verwendung älteren Mauerwerks renoviert und 1955 restauriert.

## Kirchenbau
Kirchenäußeres
Die Kirche ist ein rechteckiger Bau mit einer gleich breiten und rund geschlossenen Apsis. Der vorgebaute Westturm ist dreigeschoßig und hat einen Spitzhelm. Die Dekoration stammt aus dem 19. Jahrhundert. Das Südportal hat einen Vorbau. Nordseitig schließt die Sakristei und ein Abstellraum unter einem Schleppdach an.
Kircheninneres
Das Langhaus der Kirche besteht aus drei Jochen mit einem Tonnengewölbe mit Stichkappen. Das Gewölbe lagert auf mächtigen Pilastern. In den Scheiteln des Gewölbes ist Stuckdekor. Die Westempore ruht auf Holzstützen mit gerader Brüstung. Der breite Triumphbogen und der Chor stammen aus der spätbarocken Erweiterungsphase. Der innen etwas eingezogene Chor hat ein Platzlgewölbe, die flachrunde Apsis ein Schalengewölbe.

## Einrichtung
Der Hochaltar von 1747 stammt aus dem aufgelösten Kamaldulenserkloster Landsee. Es handelt sich um einen spätbarocken Säulenaltar mit Opfergangsportalen. An der flachen Tabernakelwand sind Kanontafeln zu sehen. Ein kleines Bild zeigt das Letzte Abendmahl mit Putten. Es wird von weiß gefassten Heiligenfiguren der Heiligen Josef und Johannes Nepomuk flankiert. Über den Opfergangsportalen sind die Heiligen Georg und Florian dargestellt. In der Mittelnische steht eine Figur des heiligen Nikolaus.
Der rechte Seitenaltar entstand um 1740. Der Altar ist flach aufgebaut und weist ein Gesims auf. Die Pfeiler sind reich gegliedert. Das Altarbild zeigt den heiligen Josef. Die Altarfiguren stellen unten die Heiligen Florian und Josef dar. Darüber ist die Heilige Dreifaltigkeit, sowie die Heiligen Laurentius und Stephanus dargestellt.
Die Kanzel entstand um 1700. Am Korb sind Standfiguren der vier Evangelisten mit Christus dargestellt. Auf dem Schalldeckel steht die Figur Moses mit Putti.
Die Orgel mit 7 Registern wurde 1862 von Anton Tausz gebaut und 1937 aus der Kirche in Holzschlag übertragen. Eine Glocke wurde 1772 von Johann Josef Pfistermeister in Ödenburg gegossen.